# Fernando Zagharián
Fernando Zagharián (Buenos Aires, Argentina, 13 de enero de 1979) es un exfutbolista argentino. Jugaba de delantero y su último equipo fue Brown de Adrogué de la Primera B de Argentina.

## Clubes
| Club               | País      | Año       |
| ------------------ | --------- | --------- |
| Argentinos Juniors | Argentina | 1998-2002 |
| FC Pyunik          | Armenia   | 2002-2003 |
| Brown de Adrogué   | Argentina | 2003-2004 |
| Emelec             | Ecuador   | 2004-2005 |
| Deportivo Morón    | Argentina | 2005-2006 |
| Brown de Adrogué   | Argentina | 2006-2008 |
| Talleres (RE)      | Argentina | 2008-2009 |
| Brown de Adrogué   | Argentina | 2009-2011 |